# Lepyronia gracilior
Lepyronia gracilior is een halfvleugelig insect uit de familie Aphrophoridae. De wetenschappelijke naam van deze soort is voor het eerst geldig gepubliceerd in 1923 door Lindberg.